# Yael Grobglas
Yael Grobglas (París, Francia, 31 de mayo de 1984) es una actriz y modelo francesa  más conocida por haber interpretado a Noy en la serie Hatsuya, a Ginnyt en Ha-E y a Petra Solano en la serie Jane the Virgin.
Parisiana

## Carrera
Entre 2009 y 2011, apareció en comerciales para Med Insurance, Orange, Goldstar Beer, 012 Smile y Bank Leumi.
En 2007 se unió al elenco principal de la serie Ha-E, donde interpretó a Ginnyt hasta 2009.
En 2011 se unió al elenco recurrente de la serie israelí Hatsuya, donde dio vida a la periodista Noy hasta el final de la serie en 2012. Ese mismo año apareció en el video musical "Say You Like Me" de We the Kings. En 2013 se unió al elenco recurrente de la serie Reign, donde interpretó a Olivia D'Amencourt. En 2014 se unió al elenco principal de la serie Jane the Virgin, donde da vida a Petra Solano.
En 2017 se unió al elenco recurrente en Supergirl interpretando a Psi / Gayle Marsh.

## Vida personal
Desde 2006, Grobglas mantiene una relación con el hombre de negocios Artem Kroupenev. En septiembre de 2019, Grobglas anunció su embarazo. En enero de 2020 anunció el nacimiento de su hija, llamada Arielle.

## Filmografía

### Series de televisión
| Año       | Título          | Personaje             | Notas               |
| --------- | --------------- | --------------------- | ------------------- |
| 2017-2018 | Supergirl       | Gayle Marsh / Psi     | 2 episodios         |
| 2014—2019 | Jane the Virgin | Petra Solano y Anezka | 78 episodios        |
| 2013—2014 | Reign           | Olivia D'Amencourt    | 7 episodios         |
| 2013      | Sabri Maranan   | Matrufka              | episodio "Matrufka" |
| 2011—2012 | Hatsuya         | Noy                   | 45 episodios        |
| 2007—2009 | Ha-E            | Ginnyt                | 72 episodios        |

### Películas
| año  | Película              | Personaje      | Notas                                                                                                  |
| ---- | --------------------- | -------------- | --- |
| 2022 | Hanukkah on RYE       | Molly Gilbert  | Protagonista                                                                                           |
| 2018 | An Interview with God | Sarah Asher    | junto a Brenton Thwaites, David Strathairn, Hill Harper,                                               |
| 2016 | JeruZalem             | Rachel Klein   | Protagonista                                                                                           |
| 2013 | The Selection         | America Singer | junto a Anthony Head, Louise Lombard, Peta Sergeant, Arden Cho, Michael Malarkey y Sean Patrick Thomas |
| 2010 | Rabies / Kalevet)     | Shir           | junto a Lior Ashkenazi, Ania Bukstein, Danny Geva, Henry David, Ran Danker y Liat Harlev               |

## Apariciones
| Año  | Grupo        | Canción         | Notas                        |
| ---- | ------------ | --------------- | ---------------------------- |
| 2011 | We the Kings | Say You Like Me | apareció en el video musical |

## Teatro
| Año  | Obra               | Personaje | Teatro                    |
| ---- | ------------------ | --------- | ------------------------- |
| 2012 | Biloxy Blues       | Daisy     | Beer Sheva Theater        |
| 2012 | Play it Again, Sam | Linda     | Beer Sheva Theater        |
| 2011 | Three Sisters      | Irina     | Studio of Performing Arts |
| 2011 | Chicago            | Lifshitz  | Studio of Performing Arts |
| 2010 | All the Rage       | Anabel    | Studio of Performing Arts |

## Premios y nominaciones
| Año  | Categoría                         | Premio                                  | Obra | Resultado |
| ---- | --------------------------------- | --------------------------------------- | ---- | --------- |
| 2010 | Best Supporting Actress in a Play | Israeli Acting School Association Award | -    | Ganadora  |